# Tabarja
Tabarja är en kuststad i guvernementet Libanonberget, Libanon. Staden är belägen 28 kilometer norr om Beirut.
Fiskehamnen sägs av traditionen var den plats där Paulus startade sin seglats till Europa. 